# Hendea spina
Hendea spina is een hooiwagen uit de familie Triaenonychidae.